# Nóqui
Nóqui es una localidad y municipio de la provincia de Zaire en Angola. En julio de 2018 tenía una población estimada de 27 184 habitantes.
Se encuentra ubicado al noroeste del país, junto a la costa del océano Atlántico y la frontera con República Democrática del Congo.